# 卡斯帕·博格伦德
保基倫（丹麥語：Kasper Bøgelund Nielsen，1980年10月8日—），生於歐登塞，是一名丹麥足球員，擔任右後衛，現效力丹麥超級聯賽球會阿爾堡。他是2002世界盃及2004歐洲國家盃國家隊成員。

## 榮譽
PSV燕豪芬
- 荷蘭甲組聯賽冠軍: 2003, 2005
- 荷蘭盃冠軍: 2005

個人
- 1996年丹麥最佳年青球員(17歲以下) [1]

## 外部連結
- AaB Profile